# Кожуховский пруд
Кожу́ховский пруд — пруд в Даниловском районе Москвы. Расположен в южной части города между проспектом Андропова, улицей Лобанова и перегоном «Автозаводская» — «Технопарк» Замоскворецкой линии метро. Площадь пруда составляет 7,4 га, средняя глубина — 2,5 м.
Кожуховский пруд представляет собой продолжение Кожуховского затона. Изначально это была часть русла Москвы-реки. Пруд был образован в конце 1960-х годов при прокладке Нагатинского спрямления, когда было изменено русло реки. Своё название пруд получил по местности Кожухово — бывшей деревне, располагавшейся у северо-западного берега.
Берега пруда забетонированы. Вдоль северо-западного берега расположен народный парк «Кожухово». С 2013 года в соответствии с планами городского благоустройства Кожуховский пруд дополнительно стал выполнять декоративную функцию в качестве полноценной рекреационной территории с благоустроенной прибрежной зоной, прогулочными дорожками и местами для отдыха.
Пруд соединяется с Кожуховским затоном двумя трубами большого диаметра, проложенными под проспектом Андропова. Он используется как охладитель для ТЭЦ, зимой на пруду работает снегоплавильня. Пруд выполняет функцию технического водоема, который накапливает поверхностные воды со всей территории Даниловского района и регулирует уровень нагрузки на водосточную сеть во время осадков и в паводковый период. Отдельные участки пруда не замерзают даже в морозы, поэтому там имеются условия для зимовки нескольких видов водоплавающих птиц.
Пруд является популярным местом для рыбалки: ловятся уклея, карась, плотва, окунь, лещ. Встречались также теплолюбивые рыбы, выпущенные аквариумистами: гуппи, мешкожаберные сомы.

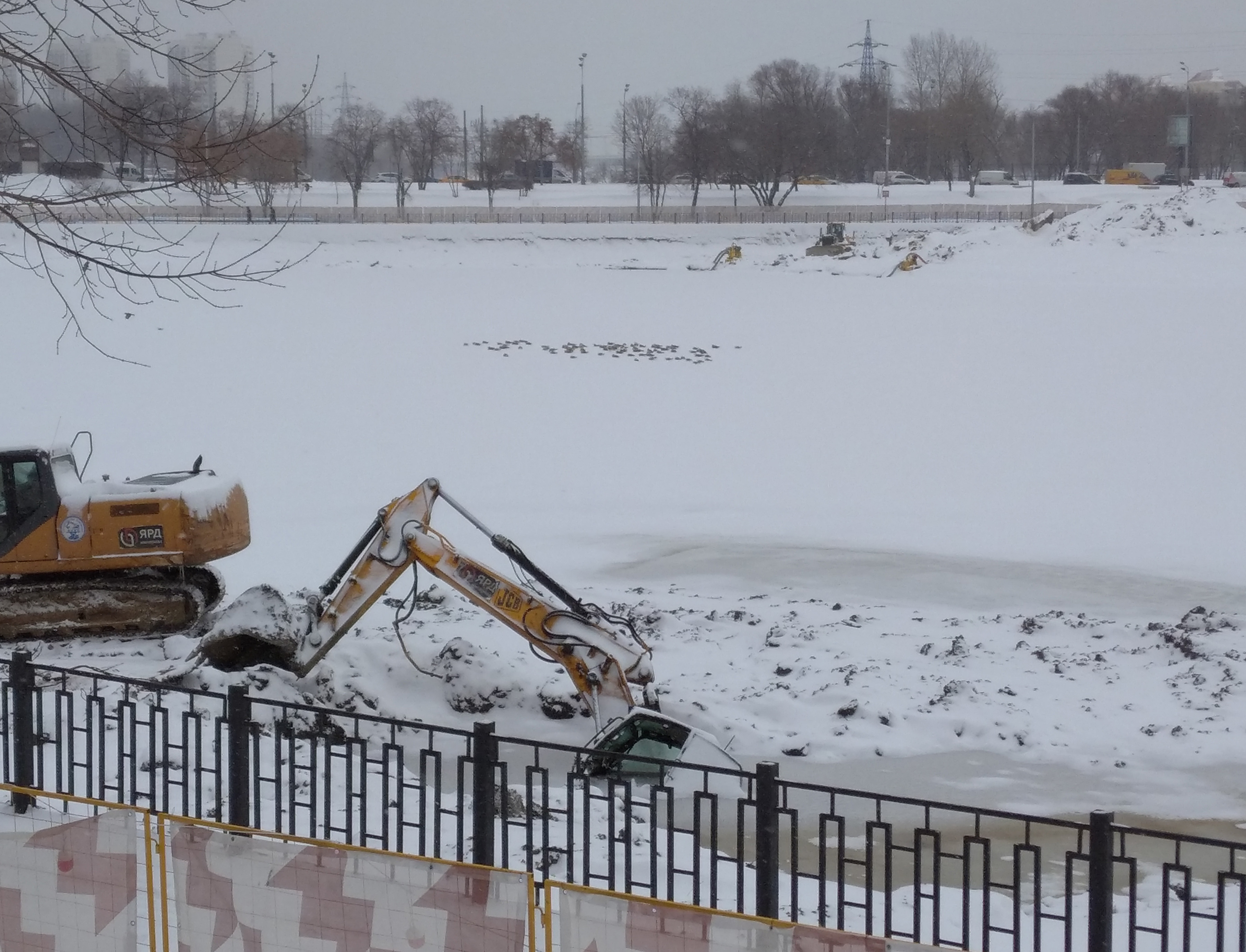
Экскаватор, провалившийся в пруд во время работ по его очистке. Январь 2021 года.

С октября 2020 года по сентябрь 2021 года «Мосводосток» провёл работы по очистке пруда от донных отложений с целью сохранения его функции как пруда-регулятора нагрузки на водосточную сеть. Всего было убрано до 30 тыс. м³ иловых отложений. Для техники была сооружена технологическая дамба, которая разделяет водоём и позволяет оперативно перекачивать воду в неиспользуемую часть пруда. Закончить работы планируется к концу 2021 года.